# Rawee Udomsilp
Rawee Udomsilp (thailändisch ระวี อุดมศิลป์; * 27. Februar 1997) ist ein thailändischer Fußballspieler.

## Karriere
Rawee Udomsilp spielte bis Ende 2018 beim Samut Songkhram FC. Der Club aus Samut Songkhram spielte in der vierten Liga, der Thai League 4, in der West-Region. Anfang 2019 wechselte er zum Erstligisten PT Prachuap FC nach Prachuap. 2019 stand er mit PT im Finale des Thai League Cup. Das Finale gewann man gegen den Erstligisten Buriram United im Elfmeterschießen. Für Prachuap absolvierte er zwei Erstligaspiele. Am 30. Juni 2021 wurde sein Vertrag in Prachuap nicht verlängert. Nach einem Monat ohne Verein unterschrieb er am 1. August 2021 einen Vertrag beim Drittligisten Krabi FC. Mit dem Verein aus Krabi spielt er in der Southern Region der dritten Liga.  Am Ende der Saison 2021/22 wurde er mit Krabi Meister der Region. In der National Championship, den Aufstiegsspielen zur zweiten Liga, belegte man hinter dem Uthai Thani FC den zweiten Platz und stieg in zweite Liga auf. Nach Ende der Saison wurde sein Vertrag nicht verlängert.

## Erfolge
PT Prachuap FC
- Thai League Cup: 2019

Krabi FC
- Thai League 3 – South: 2021/22
- Thai League 3 – National Championship: 2021/22  ▲